# Candidiasis bucal
La candidiasis bucal, llamada también sapito, muguet oral o algodoncillo es una infección muy habitual en los lactantes que produce irritación en la boca y alrededor de ella. Ocurre cuando se produce un crecimiento excesivo de un hongo denominado Candida albicans.
La mayoría de las personas, incluidos los lactantes, tienen naturalmente el hongo en la boca y en el tubo digestivo. Un sistema inmunitario sano y algunas bacterias beneficiosas se encargan de controlar la cantidad del hongo presente en el cuerpo de una persona. Si el sistema inmunitario está debilitado debido a una enfermedad o a medicamentos, como los quimioterápicos, el hongo presente en el tubo digestivo de una persona puede crecer excesivamente hasta provocar una infección. Lo mismo puede sucederles a los lactantes cuyos sistemas inmunitarios no estén completamente desarrollados.
En ocasiones, la proliferación del hongo ocurre después de que el bebé haya recibido antibióticos para el tratamiento de una infección bacteriana. Esto se debe a que los antibióticos pueden matar a las bacterias beneficiosas que evitan la proliferación del hongo, que puede provocar infecciones vaginales, dermatitis del pañal o candidiasis bucal.
Si bien la candidiasis bucal puede afectar a todas las personas, es más frecuente en lactantes durante los primeros seis meses de vida y en adultos mayores. Un bebé con esta infección tendrá la piel de las comisuras de la boca agrietada y áreas blanquecinas en los labios, la lengua o la cara interna de las mejillas, lo que da la apariencia de queso crema, pero que no se puede limpiar. La mayoría de los bebés no sienten molestia alguna, pero algunos pueden sentirse incómodos cuando succionan.

## Prevención y tratamiento de la candidiasis bucal
En la mayoría de los casos, esta infección desaparece sin tratamiento médico en el plazo de una semana o dos. Se trata con antifúngicos como la nistatina. Además, según la edad que tenga el niño, es posible que el médico también le sugiera añadir yogur con Lactobacillus a la dieta del pequeño. El Lactobacillus es una bacteria beneficiosa que puede ayudar a erradicar los hongos de la boca de su hijo.[cita requerida]
Si el niño toma el biberón o si usa un chupete, es importante limpiar bien las tetinas y los chupetes con agua caliente después de cada uso. De esta manera, en el caso de que la tetina del biberón o el chupete estuvieran infectados, el bebé no se volvería a infectar.
Si está amamantando al bebé y tiene los pezones enrojecidos y doloridos, es posible que haya desarrollado una infección por hongos en los pezones y que usted y el bebé se estén contagiando mutuamente. En tal caso, convendría que hablara con el médico para que le recomendara una loción antifúngica para los pezones mientras el bebé recibe tratamiento con una solución antifúngica.
Si el niño contrae constantemente candidiasis bucal, especialmente si tiene más de nueve meses, hable con su médico, porque esa predisposición a la infección podría ser un indicador de que tiene otro problema de salud.